# Romeo och Julia (film, 1954)
Romeo och Julia (italienska: Giulietta e Romeo) är en italiensk-brittisk dramafilm från 1954 i regi av Renato Castellani.
Filmen baseras på William Shakespeares pjäs med samma namn.

## Utmärkelser
Filmen vann Guldlejonet vid Filmfestivalen i Venedig 1954.

## Rollista i urval
- Laurence Harvey - Romeo
- Susan Shentall - Julia
- Flora Robson - Balia
- Norman Wooland - Paris
- Mervyn Johns - broder Lorenzo
- Bill Travers - Benvolio
- Sebastian Cabot - Lord Capulet
- Lydia Sherwood - Lady Capulet
- Ubaldo Zollo - Mercutio
- Enzo Fiermonte - Tybalt
- Ennio Flaiano - prinsen av Verona
- Giulio Garbinetto - Montague
- Nietta Zocchi - Lady Montague
- John Gielgud - kören